# Schnurrbarttamarin
Der Schnurrbarttamarin (Saguinus mystax) ist eine Primatenart aus der Familie der Krallenaffen (Callitrichidae).

## Merkmale
Das Fell der Schnurrbarttamarine ist vorwiegend dunkelbraun bis schwarz gefärbt. Herausragend ist jedoch die weiße Mundpartie mit dem namensgebenden Schnurrbart. Die Tiere erreichen eine Kopfrumpflänge von 23 bis 28 Zentimeter und eine Schwanzlänge von 37 bis 44 Zentimeter. Ihr Gewicht beträgt 450 bis 600 Gramm. Wie bei allen Krallenaffen befinden sich an den Fingern und Zehen (mit Ausnahme der Großzehe) Krallen statt Nägeln.

## Verbreitung und Lebensraum
Schurrbarttamarine sind im westlichen Amazonasbecken in Südamerika beheimatet. Ihr Verbreitungsgebiet liegt südlich des Amazonas und westlich des Rio Purus im östlichen Peru und im westlichen Brasilien (Bundesstaaten Amazonas und Acre) zwischen dem Rio Juruá im Osten und dem Río Ucayali im Westen. Lebensraum dieser Art sind Regenwälder, wobei sie vorwiegend in mit dichtem Unterholz bestandenen Sekundärwäldern oder an den Waldrändern lebt.

## Lebensweise
Diese Primaten sind tagaktive Baumbewohner. Sie bewegen sich auf allen vieren fort und überwinden größere Distanzen auch springend, dank ihrer Krallen können sie auch gut an Baumstämmen entlangklettern. Sie halten sich dabei meist rund 10 Meter über dem Boden auf. Häufig vergesellschaften sie sich mit Braunrückentamarinen.
Sie leben in Gruppen von 2 bis 10 Tieren, die Gruppen setzen sich aus mehreren Weibchen, mehreren Männchen und dem dazugehörigen Nachwuchs zusammen. Innerhalb der Gruppe ist das Sozialverhalten stark ausgeprägt, aggressives Verhalten ist selten. Gegenseitige Fellpflege ist häufig zu beobachten. Sie bewohnen feste Reviere von 35 bis 40 Hektar.

## Nahrung
Schnurrbarttamarine sind Allesfresser, die sowohl Früchte und andere Pflanzenteile als auch Spinnen, Insekten, kleine Wirbeltiere und Vogeleier zu sich nehmen. Die Tiere verbreiten die Samen der aufgenommenen Früchte weiter. Nach Untersuchungen im nordöstlichen Peru sind Transportwege von bis zu 650 Meter nachweisbar, wobei über 90 % der Samen in einem Abstand von bis zu 350 Meter vom Elternbaum wieder ausgeschieden werden. Das hat zur Folge, dass Samen auch entwaldete Sekundärflächen erreichen, womit die Schnurrbarttamarine indirekt zur Wiederbewaldung devastierter Flächen beitragen. Zu den häufig transportierten Samen gehören unter anderem jene der Gattungen Parkia, Inga, Dicranostyles und Paullinia. Rund 18,6 % der ausgeschiedenen Samen keimen und überleben das erste Jahr.

## Fortpflanzung

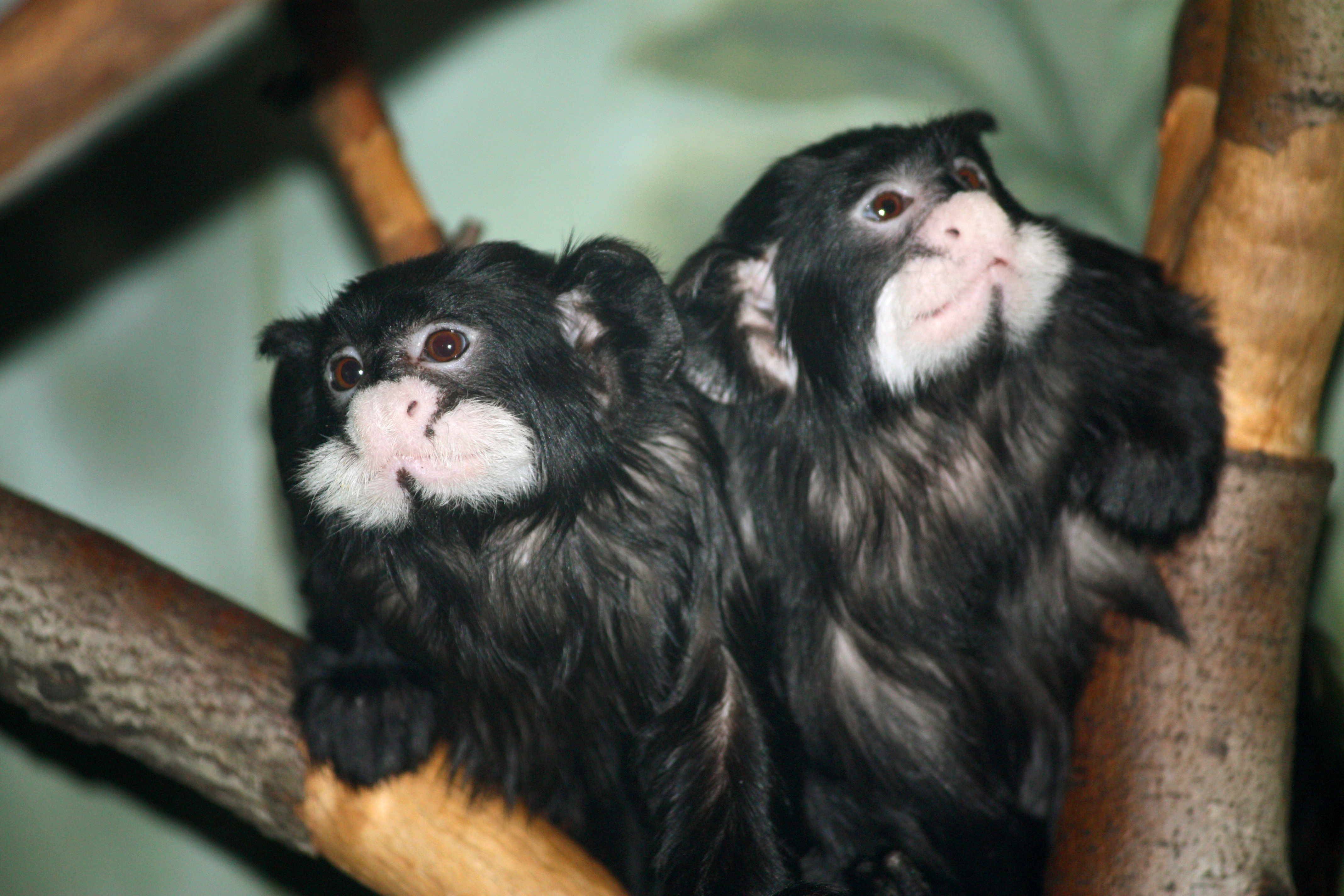
Schnurrbarttamarine im Bronx Zoo (New York)

Wie bei allen Tamarinen pflanzt sich nur das dominante Weibchen der Gruppe fort und paart sich mit allen Männchen der Gruppe, ein unter Säugetieren seltenes Phänomen, das als Polyandrie bezeichnet wird.
Nach einer Tragezeit von 140 bis 145 Tagen bringt das Weibchen meist zweieiige Zwillinge zur Welt. Diese sind relativ und groß und wiegen rund 25 % der Mutter. Die anderen Gruppenmitglieder, auch die Männchen, kümmern sich intensiv um die Jungen, sie tragen sie und beschäftigen sich mit ihnen und übergeben sie der Mutter nur zum Säugen.
Die Jungtiere beginnen nach einem Monat mit der Nahrungsaufnahme und werden mit zwei bis drei Monaten endgültig entwöhnt. Die Geschlechtsreife erreichen sie mit 16 bis 20 Monaten.

## Systematik

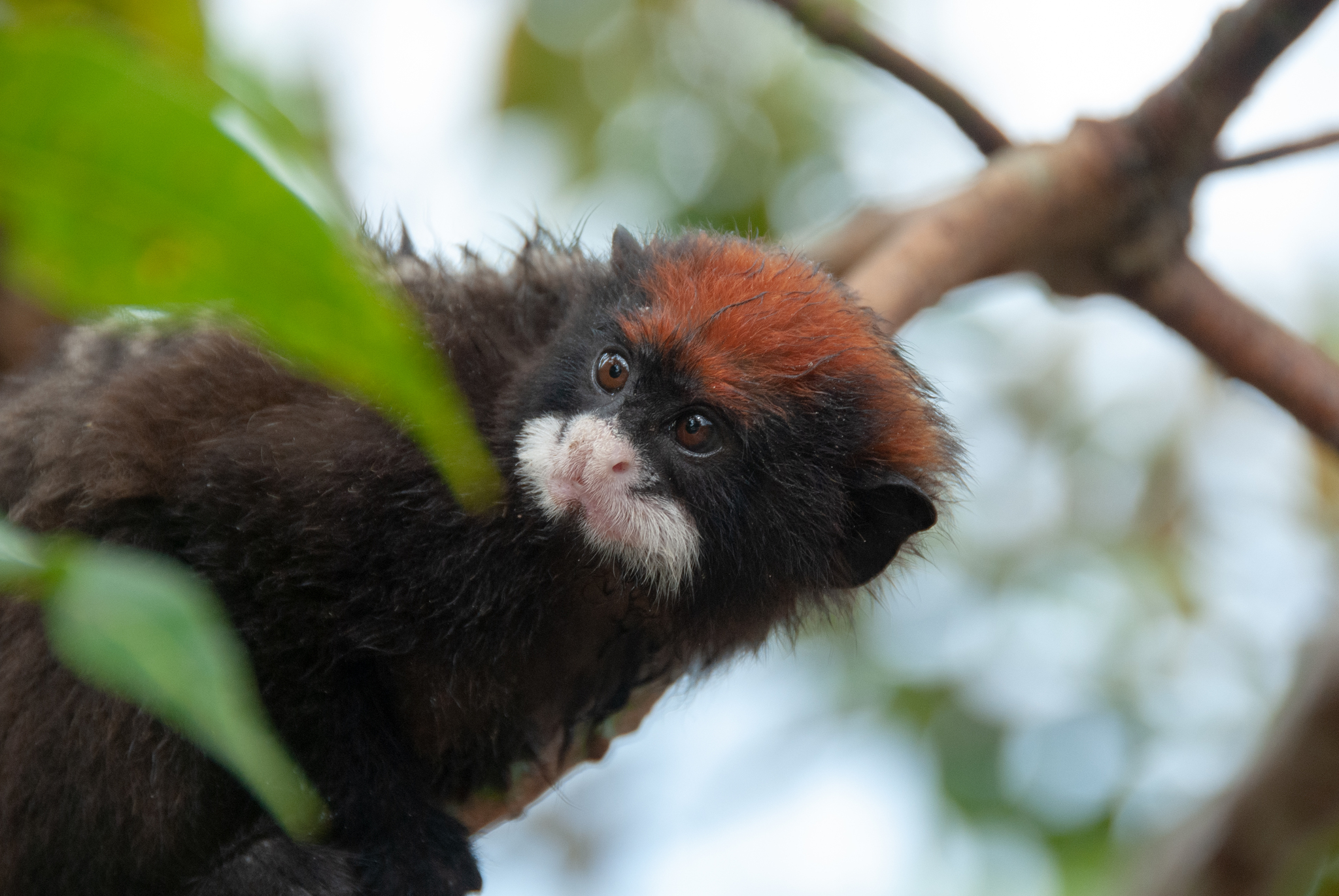
Rotkappentamarin (S. pileatus pileatus)

Der Schnurrbarttamarin bildet zusammen mit dem Rotbauchtamarin, dem Kaiserschnurrbarttamarin und drei weiteren Arten die mystax-Gruppe innerhalb der Gattung Saguinus.
Es wurden drei Unterarten unterschieden, die Nominatform Saguinus mystax mystax westlich des Rio Juruá, der Weißsteiß-Tamarin (S. m. pluto) im Osten des Verbreitungsgebietes und der Rotkappentamarin (Saguinus mystax pileatus), der zwischen den beiden anderen Unterarten vorkommt. Im Januar 2023 wurde der Rotkappentamarin im Rahmen einer Bearbeitung der mystax-Artengruppe wieder zu einer eigenständigen Art (Saguinus pileatus) und der Weißsteiß-Tamarin wurde dem Rotkappentamarin als Unterart zugeordnet (jetzt S. pileatus pluto), so dass der Schnurrbarttamarin nur noch die Nominatform umfasst.